# Fetih 1453
Fetih 1453 – turecki film historyczny z 2012 w reżyserii Faruka Aksoya.

## Opis fabuły
Film przedstawia zdobycie Konstantynopola (fetih) przez Turków osmańskich w 1453. Oprócz przedstawienia samej bitwy, film sięga także do obrazów retrospektywnych - początków panowania sułtana Mehmeda II, a nawet do czasów Mahometa, kiedy to jeden z proroków przepowiada zdobycie Konstantynopola przez wyznawców proroka.
Oblężenie Konstantynopola przedstawione jest z perspektywy tureckiej, jako tryumf woli i nieustępliwości zdobywców, walczących przeciwko hedonistycznemu i zepsutemu cesarzowi chrześcijańskiemu. Wśród pierwszoplanowych postaci filmu spotykamy obok postaci historycznych także twórcę tureckich dział oblężniczych Orbana (jego życiowe perypetie przedstawione w filmie czynią zeń postać na wpół fikcyjną), a także jego córkę Erę, związaną uczuciowo z bohaterem bitwy i mistrzem szabli - Hasanem Ulubatlım.

## Odbiór i informacje dodatkowe
Koszty produkcji filmu, który realizowano ponad trzy lata według różnych źródeł sięgał od 8 do 17 mln USD, będąc najdroższym dziełem tureckiej kinematografii. W ciągu pierwszej doby od chwili upublicznienia trailer obejrzało 1,5 mln ludzi.

## Obsada
- Devrim Evin jako Mehmed II
- İbrahim Çelikkol jako Hasan Ulubatlı
- Dilek Serbest jako Era, przybrana córka Orbana
- Recep Aktuğ jako cesarz Konstantyn XI
- Cengiz Coşkun jako Giustinani
- Erden Alkan jako Çandarlı Halil Pasha
- Naci Adıgüzel jako Notaras
- Erdoğan Aydemir jako Orban
- İlker Kurt jako Murad II
- Sedat Mert jako Zagan Pasza
- Şahika Koldemir jako Gülbahar Hatun
- Raif Hikmet Çam jako Akşemseddin
- Namık Kemal Yıiğittürk jako Molla Hüsrev
- Mustafa Atilla Kunt jako Şahabettin Pasza
- Volkan Keskin jako Balaban
- Songul Kaya jako Emine Hatun